# Валтерски Врх
Валтерски Врх (словен. Valterski Vrh) је насељено место у општини Шкофја Лока, Горењска регија, Словенија.

## Историја
До територијалне реорганизације у Словенији био је у саставу старе општине Шкофја Лока.

## Становништво
У попису становништва из 2011. године, Валтерски Врх је имао 5 становника.
| Број становника према пописима | Број становника према пописима | Број становника према пописима |
| ------------------------------ | ------------------------------ | ------------------------------ |
| 1991                           | 2002                           | 2011                           |
| 7                              | 5                              | 5                              |

## Галерија
- сеоско имање (фарма) Кошир
- шумски путоказ